# Mamie Gilroy
Mamie Gilroy, née vers 1871 ou 1878 et morte le 8 août 1904 à New York, est une actrice de théâtre et chanteuse américaine.

## Biographie
Elle est la nièce de Thomas F. Gilroy, qui fut maire de New York de 1893 à 1894. Dans certaines sources, elle est confondue avec sa cousine, la fille du maire Mary Agnes Gilroy Mulqueen (1865–1938).
Elle commence à jouer dès son enfance dans diverses compagnies, dont celles de Charles Hale Hoyt et Charles Frohman. On la voit dans Only a Farmer's Daughter (1885), The Fakir (1890), Romany Rye (1891), Tuxedo (1891–1892), Babes in the Woods (1893), A Milk White Flag (1894), Davy Jones (1894), The China Dog (1895), Little Miss Busybody (1895), The Strange Adventures of Miss Brown (1896), Le Manège (1896), Miss Manhattan (1897), Trilby (1898), Mam'selle 'Awkins (1900), Star and Garter (1900), El Capitan (1901), The Giddy Throng (1901), The Girl from Paris (1898, 1902), Lady Bountiful (1902), et Mid-Summer Night Fancies (1903) de George W. Lederer. Elle chante Everybody Wants to Kiss the Baby dans la farce musicale After Office Hours (1901).
Le Boston Globe la qualifie de « l'une des soubrettes les plus brillantes, les plus vives et les plus charmantes de la scène américaine ». En 1898, elle propose de fonder une église spécialement pour les professionnels du théâtre. En 1901, son image est utilisée dans des publicités imprimées pour le produit Nervura du Dr Greene, un « remède sanguin et nerveux » commercialisé auprès des femmes. En 1902, elle devient membre honoraire de la Theatrical Mechanics' Association.
En 1888, elle est heurtée par une ambulance à chevaux dans une rue de New York. En 1894, elle chute d'un tramway électrique à Boston. En 1898, elle annonce ses fiançailles avec Francis W. McNamara, médecin de santé publique à Chicago. McNamara, qui était déjà marié, déclare que l'annonce était une blague. Elle meurt d'une maladie cardiaque en 1904, à l'âge d'environ 33 ans (bien que les nécrologies lui donnaient l'âge de 26 ans), à son domicile du 130 East 115th Street à New York.
Le cocktail « Mamie Gilroy » porte son nom, composé de whisky, de soda au gingembre et de citron vert.